# Een goudsmid in zijn winkel
Een goudsmid in zijn winkel, ook wel bekend als Sint Eligius in zijn werkkamer, is een schilderij uit 1449 van de Zuid-Nederlandse kunstschilder Petrus Christus, die behoorde tot de Vlaamse Primitieven. Hij portretteert een goudsmid een trouwring weegt voor het paartje achter hem. Tot aan het einde van de twintigste eeuw werd de zittende persoon doorgaans aangezien voor de heilige Eligius. Het werk bevindt zich sinds 1975 in het Metropolitan Museum of Art te New York.

## Context
In de welvaart van het veertiende- en vijftiende-eeuwse Brugge speelden de Gilden een belangrijke rol. Ze waren bedoeld om de nadelen van concurrentie tegen te gaan, terwijl ze tegelijkertijd een hoge ambachtelijke standaard moesten blijven garanderen. Het gilde van de Brugse goudsmeden had een grote reputatie en trok klanten van heinde en ver. De goudsmeden werkten conform de regels van het gilde met open deuren en vensters, soms met een volledig open voorgevel, zodat iedereen er vrijelijk op toe kon zien dat ze geen zwendel pleegden.

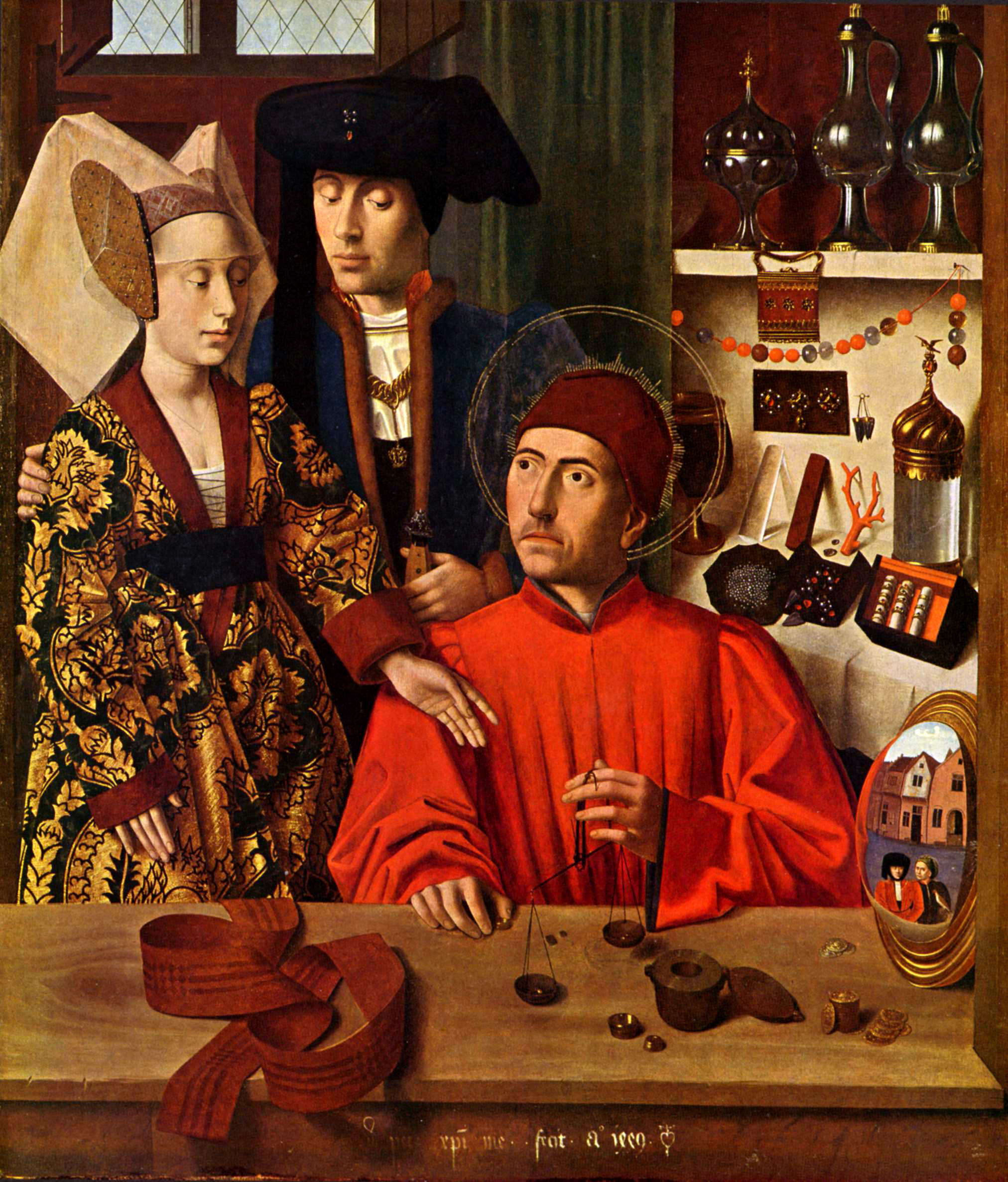
Het schilderij voor restauratie, met aureool.

Patroonheilige van de goudsmeden was Sint Eligius, ook wel Sint Eloy genoemd. Lange tijd werd het hier besproken paneel van Petrus Christus gezien als een portret van Eligius, in de persoon van een goudsmid, met twee klanten. Deze duiding werd mede ingegeven door een Duitse kunsthandelaar Merli uit het begin van de negentiende eeuw, die beweerde het als Eligiusportret te hebben gekocht van de laatste overlevende van het Antwerpse gilde van goudsmeden (veel goudsmeden verhuisden in de zestiende eeuw van Brugge naar Antwerpen), maar vooral ook omdat de zittende persoon voorzien was van een aureool.

## Herinterpretatie
Het hier besproken schilderij van Petrus Christus werd in 1975 door het Metropolitan Museum verworven uit de collectie van Robert Lehmann. Bij een restauratie in 1993 bleek dat het aureool later aan het schilderij was toegevoegd en werd besloten om het te verwijderen. In 1998 claimde de Nederlandse kunsthistoricus Hugo van der Velden dat de zittende figuur helemaal niet als Eligius bedoeld was, maar een "gewone" goudsmid moest voorstellen, waarschijnlijk de toentertijd wijd bekende Willem van Vluten, die onder andere werkte voor Filips de Goede. De ondertekening van de figuur laat in elk geval een nauwgezetheid zien die een zorgvuldige portrettering doet vermoeden.

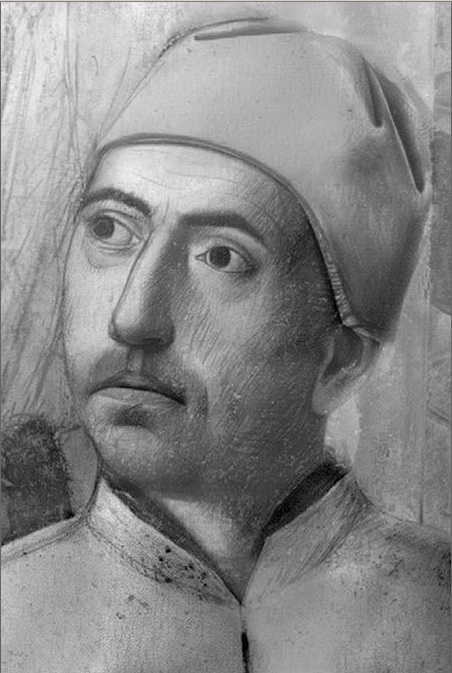
De ondertekening

Van Vluten kreeg in 1449 van Filips de Goede opdracht om een ring te maken voor Maria van Gelre ter ere van haar aanstaand huwelijk met Jacobus II, koning van Schotland. Volgens Van der Velden is het aannemelijk dat met het koppel op de achtergrond de beide verloofden worden afgebeeld, mede gezien hun buitengewoon rijke kledij, in de stijl van de toenmalige hoogste adel. De kap van de dame is afgezet met parels, haar kleed is kunstig ingeweven met een granaatappelpatroon in goudbrokaat. De man draagt een zware gouden ketting om de hals, met medaillon, en een parelbroche op zijn elegante hoofddeksel. Goud en zilver waren in die tijd hét symbool van rijkdom en macht. Parels werden bovendien magische kwaliteiten toegedicht en moesten het kwaad afweren. De schappen in de winkel van de goudsmid, rechts, liggen dan ook vol met voorwerpen van goud of met parels, veelal voorwerpen die enkel gebruikt werden in de allerhoogste kringen. Zo zien we tegen de muur geprikt twee vergulde haaientanden, addertongen genaamd, die geacht werden van kleur te veranderen wanneer ze in vergif werden gedoopt, ter protectie. De kraal met robijnen en bloedkoralen moest zweren tegen gaan en zorgen voor een lang en gezond leven. Alle objecten worden weergegeven met een buitengewone aandacht voor glans en detail die kenmerkend was voor de Vlaamse Primitieven.

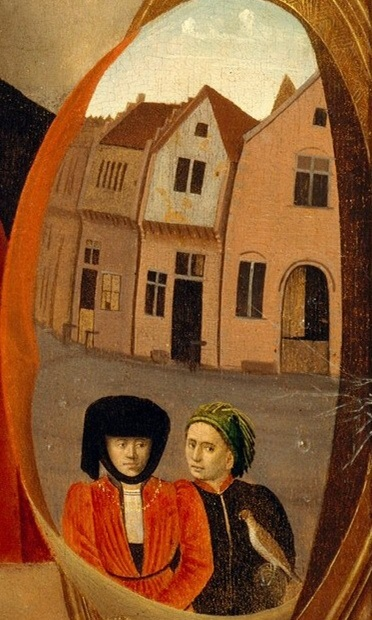
Figuren in de spiegel voor de huizen van Brugge.

De goudsmid weegt een ring met een rode steen, zonder dat hij naar de weegschaal kijkt. Naast de waag liggen gewichten en munten. De bruidsgordel op de werktafel staat symbool verbondenheid en moet mogelijk worden voorzien van een kostbare gesp uit de uitstalling. De spiegel rechtsonder toont twee figuren buiten de winkel, op straat. Op de schouder van een van hen zit een valk, symbool voor trots en hebzucht, waarmee de kunstenaar wellicht, als een soort van morele waarschuwing, het verschil tussen de imperfecte buitenwereld benadrukt met het gebalanceerde deugdzame tafereel zoals dat hier wordt afgebeeld. De spiegel doet denken aan Jan van Eycks Portret van Giovanni Arnolfini en zijn vrouw, op zich niet vreemd aangezien aangenomen wordt dat Van Eyck de leermeester was van Petrus Christus. Van der Velden ziet geen reden om te veronderstellen dat een van de mannen Petrus Christus zelf moet zijn geweest, zoals sommige andere kunsthistorici eerder wel suggereerden.
Petrus Christus ondertekent en dateert het werk onder aan het schilderij, onderaan het werkblad: "m petr[vs] xpi me· ·fecit·ao 1449" (meester Petrus Christus maakte mij in het jaar 1449). Aan de zijkant tekent hij een hartje, mogelijk verwijzend naar het aanstaande huwelijk van het paartje, mogelijk ook een merkteken van Petrus Christus. Ook deze wijze van ondertekening doet denken aan Van Eyck.